# لويز أوتافيو (لاعب كرة قدم)
لويز أوتافيو هو لاعب كرة قدم برازيلي في مركز الوسط، ولد في 18 مارس 1997 في كوريتيبا في البرازيل. لعب مع نادي سانتا كروز.

## وصلات خارجية
- لويز أوتافيو (لاعب كرة قدم) على موقع قاعدة بيانات كرة القدم.إي يو (الإنجليزية)
- لويز أوتافيو (لاعب كرة قدم) على موقع Soccerway.com (الإنجليزية)